# العوارض (العدين)

تعديل مصدري - تعديل

العوارض محلة تابعة لقرية بردان، التابعة لعزلة بني هات بمديرية العدين إحدى مديريات محافظة إب في الجمهورية اليمنية. بلغ تعداد سكانها 81 نسمة حسب تعداد اليمن لعام 2004.